# Typhlosaurus meyeri
Espèce
Synonymes
- Typhlosaurus plowesi Fitzsimons, 1943

Typhlosaurus meyeri est une espèce de sauriens de la famille des Scincidae.

## Répartition
Cette espèce se rencontre dans le Richtersveld en Afrique du Sud et en Namibie.

## Description
C'est un saurien vivipare.

## Étymologie
Cette espèce est nommée en l'honneur d'Adolf Bernard Meyer.

## Publication originale
- Boettger, 1894 : Eine neue Eidechse aus Südwest-Afrika. Abhandlungen und Berichte des Königlichen Zoologischen und Anthropologisch-Etnographischen Museums zu Dresden, vol. 4, no 5, p. 1-11 (texte intégral).